# Regiunea Savanes, Togo
Regiunea Savanes este una dintre cele 5 unități administrativ-teritoriale de gradul I ale Togo. Cuprinde un număr de 4 prefecturi:
- Kpendjal
- Oti
- Tandjouaré
- Tône